# 36888 Škrabal
36888 Škrabal è un asteroide della fascia principale. Scoperto nel 2000, presenta un'orbita caratterizzata da un semiasse maggiore pari a 2,1374213 UA e da un'eccentricità di 0,1600024, inclinata di 3,89793° rispetto all'eclittica.